# TT 3 (Paralympics)
TT 3 (auch generisch Class 3 oder Klasse 3) ist eine Startklasse der paralympischen Sportarten für Sportler im Tischtennis.
Die Zugehörigkeit von Sportlern zur Startklasse ist wie folgt skizziert:
„Der Spieler hat keine Rumpfkontrolle, je nach Höhe der Verletzung an der Wirbelsäule können minimale motorische Einschränkungen der Schlaghand auftreten, aber diese Schäden sind nicht schwerwiegend genug, um Einfluss auf eine der im Tischtennis bekannten Schlagtechniken zu haben. Leichte Veränderungen der Rumpfposition werden gesichert, indem die freie Hand den Rollstuhl oder den Oberschenkel hält, drückt oder stützt. Der untere Teil des Rumpfes bleibt in Kontakt mit der Stuhlrückseite. Rückwärtige Armbewegungen sind eingeschränkt, aufgrund der fehlenden Rumpfrotation. Bewusste Bewegungen des Rollstuhls sind in den meisten Fällen nicht möglich.“
Die Klasseneinteilung TT 1 – TT 10 kennzeichnet den für Tischtenniswettbewerbe wettbewerbsrelevanten Grad der funktionellen Körperbehinderung eines Sportlers. Niedrige Klassenziffern zeigen einen höheren Grad der Beeinträchtigung an als hohe Klassenziffern. Sportler mit den Klassenziffern 1–5 starten sitzend (Rollstuhl), Sportler mit den Klassenziffern 6–10 stehend. Sportler mit intellektueller Beeinträchtigung starten in der Klasse TT 11.